# 陈新辉
陈新辉（？—），中国前男子羽毛球运动员。他曾获得1974年亚洲运动会羽毛球比赛男子团体金牌。